# La Rochette (Hautes-Alpes)
La Rochette is een gemeente in het Franse departement Hautes-Alpes (regio Provence-Alpes-Côte d'Azur) en telt 375 inwoners (1999). De plaats maakt deel uit van het arrondissement Gap.

## Geografie
De oppervlakte van La Rochette bedraagt 10,4 km², de bevolkingsdichtheid is 36,1 inwoners per km².
De onderstaande kaart toont de ligging van La Rochette (Hautes-Alpes) met de belangrijkste infrastructuur en aangrenzende gemeenten.

## Demografie
Onderstaande figuur toont het verloop van het inwonertal (bron: INSEE tellingen).
Vanwege een beveiligingsprobleem met de MediaWiki Graph-software is het momenteel niet mogelijk deze grafiek weer te geven. Zodra de software is bijgewerkt zal de grafiek vanzelf weer zichtbaar worden.